# Dipteryx magnifica
Dipteryx magnifica är en ärtväxtart som först beskrevs av Adolpho Ducke, och fick sitt nu gällande namn av Adolpho Ducke. Dipteryx magnifica ingår i släktet Dipteryx och familjen ärtväxter. Inga underarter finns listade i Catalogue of Life.